# 코프레데페로테흙파는쥐
코프레데페로테흙파는쥐 또는 코프레데페로테주머니고퍼(Cratogeomys perotensis)는 흙파는쥐과에 속하는 설치류의 일종이다. 멕시코의 토착종으로 이달고주 남부와 푸에블라주 산악 지역, 코프레 데 페로테와 피코 데 오리사바 남쪽의 베라크루스주 중서부 지역에서 서식한다. 자연 서식지는 초원과 온대 기후 지역의 소나무와 참나무 숲이다. 서식지 고도는 2400~4000m이다. 경작지와 사람 거주지의 확장때문에 서식지 환경이 악화되거나 사라지고 있다.